# MSE (среда визуального программирования)
MSE — среда визуального программирования с использованием компилятора Free Pascal. Состоит из библиотеки визуальных компонентов MSEgui и редактора форм и исходных текстов MSEide.
В отличие от, например, проекта Lazarus, MSE не ориентируется на совместимость с Delphi VCL, что в некоторых случаях упрощает разработку и освобождает от громоздкости.
Имеет: встроенный отладчик, подсветку синтаксиса, автозавершение полей классов, навигацию по коду, генератор отчётов и т. д.

ВНИМАНИЕ : проект MSE теперь является частью mse-org : https://github.com/mse-org
Исходники MSEide и MSEgui находятся здесь: https://github.com/mse-org/mseide-msegui
Биография Мартина: https://sites.google.com/view/martin-schreiber-biography/

## Особенности и преимущества

### Юникод
Во всех компонентах используется Юникод. Также юникод используется и при печати, что позволяет в одном выходном документе выводить символы нескольких кодировок. Исходные тексты тоже могут быть в юникоде, что позволяет использовать текстовые константы без проблем переносимости между Win32 и Linux.

### Печать
Имеет несколько механизмов печати :
- в выходном формате PostScript (Win32 и Linux);
- прямая печать GDI-принтер (естественно — только для Win32);
- в «contributed» — есть класс для текстовой печати в выходной кодировке CP866 (Russian DOS), со спецметодами форматирования (урезание, автоперенос, заполнение) столбцов, и рисования рамок — как псевдографических, так и упрощенных (из символов «|-+»);

### Базы данных
Особый акцент сделан на разработку приложений для работы с БД
- доступ к БД на PostgreSQL, MySQL, SQLite и Firebird без промежуточных драйверов
- доступ к БД на Oracle, MSAcess, ASA, DB2 и прочим — при наличии исходников промежуточной библиотеки ZeosDBO
- имеет очень мощный компонент TMSESQLQuery, который предоставляет
  - чтение и запись БД через SQL-запросы, включая SQLite3
  - реализация «FieldDefs» позволяет вручную назначить типы полей выборки, если они определились некорректно (очень полезно для SQLite3)
  - параметрические запросы
  - автогенерация запросов изменения данных
  - возможность прозрачной замены автоматически снегерированных запросов на «свои»
  - автоопределение уникальных индексов и автоназначение ключевых полей по найденному PRIMARY-индексу
  - оффлайновый режим для модификации данных после разрыва соединения, с записью при восстановлении соединения
  - локальный режим, заменяющий TMemDataset
  - локальные индексы на всех типах полей, кроме MEMO/BLOB (с авто-переупорядочением выборки при активации индекса) и фильтрация, эти индексы могут быть составными
  - оффлайновый и локальный режимы имеют возможность хранить данные (включая BLOB и картинки) в локальном файле
  - выборка, кэширование и запись BLOB-полей
  - юникодная перекодировка на лету
  - раздельные транзакции для чтения и записи
  - опциональный фиктивный режим транзакций (очень полезен для SQLite3 и прочих БД, в которых невозможны вложенные транзакции)
  - опциональное автоподтвержение транзакции после записи изменений
  - опциональная перевыборка данных после подтверждения транзакции
  - компонент TDBWidgetGrid :
    - позволяет разместить списки выбора, логические переключатели, изображения и т. п. прямо в ячейках таблиц
    - позволяет разместить в фиксированных строках (header и footer) практически любые виджеты, что удобно для реализации переключателей сортировки, режимов и т. п.
    - позволяет объединять ячейки в фиксированных строках
    - предоставляет автонумеруемые фиксированные столбцы
- экономный режим работы БД-таблиц, когда таблица «держит» в памяти только минимально необходимую порцию данных
- компонент TDBLookupBuffer позволяет скопировать одно или несколько полей выборки в сверхбыстрый буфер памяти, используемый для обслуживания списков выбора, поиска одного поля через другое и прочих операций, не вызывая при этом ренавигации и прочих нежелательных эффектов в выборке
- каждый тип данных имеет свой компонент для ускорения обращения к полям (если доступ через «FieldByName» оказывается медленным)
- компонент для работы с автоинкрементными полями (очень полезен для вставке данных в режиме «мастер -детали»)
- компоненты для прозрачной увязки таблиц «мастер-детали»

### Библиотеки
Полностью сама отрисовывает компоненты. Например, в GNU/Linux не использует никаких сторонних виджетов — в Linux работает напрямую с Xlib, в Windows: использует только функции API. Адаптирует встроенную палитру к не-TrueColor режимам экрана с малым количеством цветов (255 и менее)
Базовым классом для элементов GUI является twidget. В отличие от Delphi MSEgui не делает различия между простыми графическими элементами и элементами, которые могут получить фокус ввода — всем виджетам доступна вся функциональность класса twidget.
Экземпляры twidget имеют два важных свойства — twidget.frame и twidget.face.
- frame ответственен за рамку вокруг рабочей области элемента — это может быть как «стандартная» псевдотрёхмерная рамка, так и некая составная конструкция, собираемая из растровых элементов.
- face отрисовывает фон рабочей области GUI элемента — позволяет отображать цветовые градиенты, растровые изображения и использовать полупрозрачность.

Свойства frame и face можно задавать централизовано, используя tframecomp и tfacecomp — что упрощает использование «скинов».
Для редактирования исходных данных простых типов в MSEgui доступны специализированные виджеты (tintegeredit, trealedit, tdatetimeedit…). Главное свойство-обработчик сообщений этих виджетов — onsetvalue, через него задаётся реакция виджетов на пользовательский ввод.
Может создавать окна непрямоугольной формы, при этом используя библиотеку libXext. Поддерживает Wayland.
В отличие от Lazarus, MSEgui позволяет наследование визуальных форм и создание MDI-приложений.
Имеет внутренний загрузчик динамических библиотек.
На её основе была создана ещё одна IDE: ideU.

## Лицензия
Бесплатная, с открытыми исходниками. Оболочка распространяется под лицензией GNU GPL, библиотека — под модифицированной GNU LGPL с возможностью прилинковки к закрытым проектам.

## История
Будучи в основном программистом на паскале Мартин Шрайбер разработал MSEgui после того, как компания Borland прекратила поддержку своей linux-среды программирования Kylix. Он использовал получившийся программный продукт для своей основной работы — разработки программного обеспечения для PC и микроконтроллеров на заказ.
В 2013 году он начал работу над более простым по сравнению с Free Pascal паскалеподобным языком программирования MSElang, использующим в качестве бэкенда LLVM и добился на этом пути определённых результатов.
29 ноября 2018 года с Мартином Шрайбером случился сильный сердечный приступ и 27 декабря 2018 года он скончался. 
в настоящее время разработка MSEgui и других проектов Мартина Шрайбера продолжена сообществом на GitHub